# 油田村 (新潟県)
油田村（あぶらでんむら）は、かつて新潟県刈羽郡にあった村。

## 沿革
- 1889年（明治22年）4月1日 - 町村制施行に伴い刈羽郡油田村、黒川村、五十土村、成沢村、小黒須村が合併し、油田村が発足。
- 1901年（明治34年）11月1日 - 刈羽郡吉井村、曽地村、東城村（一部）と合併し、中通村となり消滅。
- 1956年（昭和31年）9月30日 - 中通村が三分割された際、旧村域の大字黒川・油田は刈羽郡刈羽村に、大字成沢・小黒須・五十土は柏崎市にそれぞれ編入。